# Smodicum texanum
Smodicum texanum là một loài bọ cánh cứng trong họ Cerambycidae.